# Survival

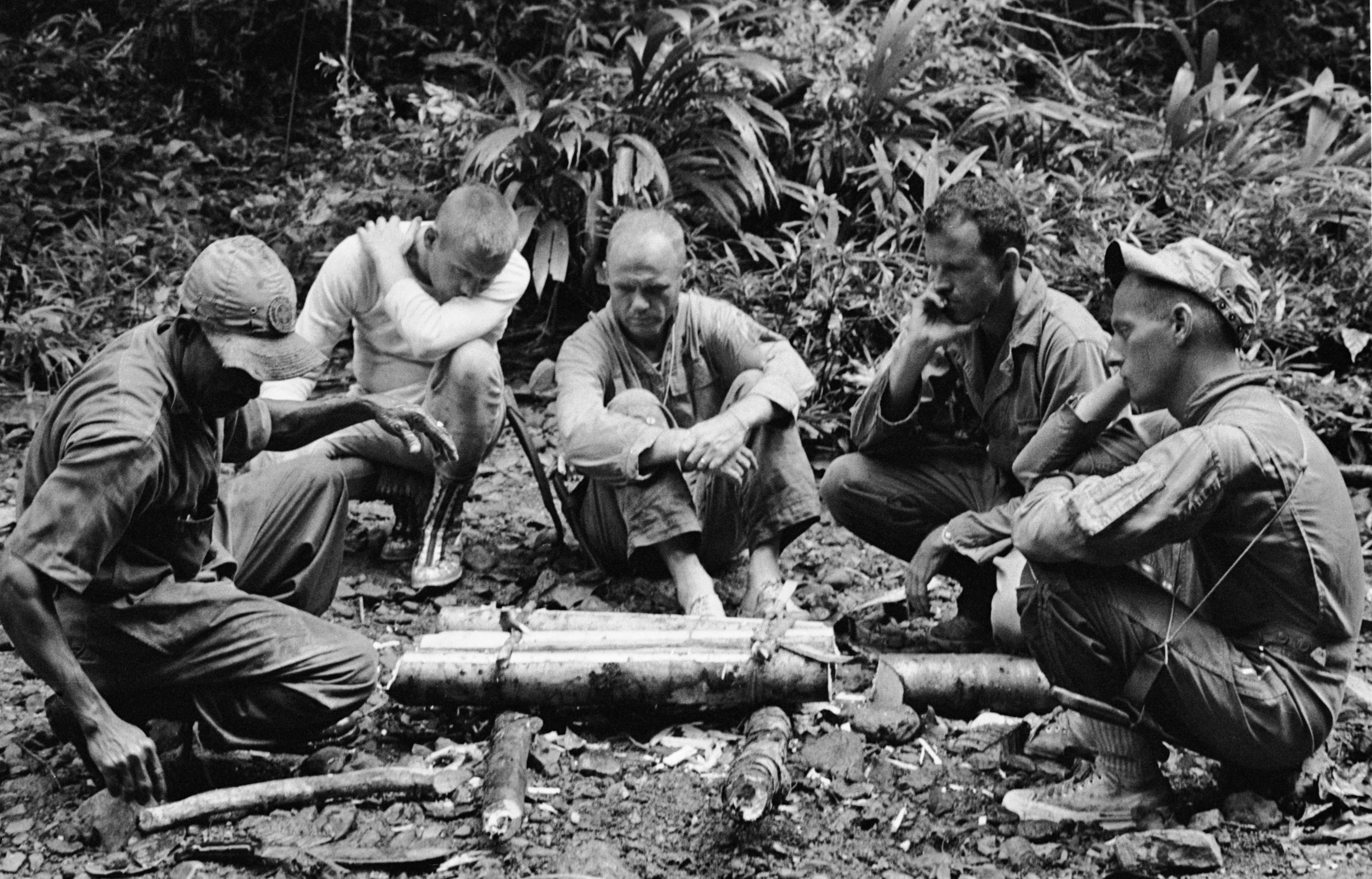
Überlebenstraining für Astronauten, v. l. n. r.: Ausbilder, Neil Armstrong, John H. Glenn, Gordon Cooper und Pete Conrad

Als Survival, im Deutschen „Überleben“, militärisch auch „Überleben und Durchschlagen“, werden Kenntnisse und Fertigkeiten bezeichnet, die ein (Über-)Leben fern von der Zivilisation oder in einer Notsituation ohne oder mit geringen Hilfsmitteln ermöglichen sollen (Englisch survival skills).
Notsituationen in unbesiedelten Gebieten können im zivilen Bereich beispielsweise bei Expeditionen, Natursportarten wie Trekking und Bergwandern, Notlandungen von Luftfahrzeugen, Fahrzeugpannen und Havarien sowie nach Naturkatastrophen auftreten. Zum Überleben müssen die menschlichen Grundbedürfnisse nach Wasser – Verdursten und Nahrung – Hungerstoffwechsel sowie Schutz vor Kälte – Hypothermie/Erfrierung, Hitze – Hitzeschaden und Gefahren – Sicherheit erfüllt werden. Zur Selbstrettung kann es erforderlich sein, sich in der Wildnis orientieren zu können. Wildnis und ländliche Gebiete unterscheiden sich nach Feldwegen und Brücken – Wildnis hat keine, ländliche Gebiete haben welche.
Survivalism wird im Deutschen meist mit Überlebenstraining und Überlebenskunst übersetzt.

## Geschichte und Wortbedeutung

### Im zivilen Bereich
Erste Anfänge für das gezielte Erlernen von Wildnisfähigkeiten waren ab dem 18. Jahrhundert europäische Waldläufer und Fallensteller in Nordamerika, die Überlebenstechniken der indianischen Ureinwohner erlernten. Für Einheimische und Zugewanderte in Wildnisregionen wie im sibirischen Russland aber auch in Nordeuropa in Norwegen, Schweden und Finnland waren diese Kenntnisse, Fertigkeiten und entsprechende Ausrüstung für das Alltagsleben selbstverständlich.
Anfang des 20. Jahrhunderts erlernte der norwegische Polarforscher Roald Amundsen auf seiner Expedition zur Erkundung der Nordwestpassage im Jahr 1903 die Überlebenstechniken der Netsilik-Inuit, die er dann auf seiner Südpol-Expedition im Jahr 1911 erfolgreich anwandte. Er transferierte das Überlebenswissen der Arktis auf die gleichen Bedingungen der Antarktis.
Unterschieden werden zwei Ansätze für ein Überleben – Vorratshaltung und Versorgung aus der Natur. Im weitesten Sinne gehört dazu auch die Herstellung von Behelfswerkzeug, Behelfsbekleidung und Gebrauchsartikeln aus natürlichen Materialien. Jedoch verkennt dieser Ansatz, dass dazu in erheblichem Maß Zeit und handwerkliches Geschick notwendig ist und dass Nahrungsmittel aus der Natur meist nur im Frühjahr und Herbst zur Verfügung stehen. Sowohl im Winter als auch im trockenen Sommer stehen Pflanzen nicht ausreichend zur Verfügung.
Die Bezeichnung „survival“ wird im englischsprachigen Raum in der umfassenderen Bedeutung als „Überleben nach einer Katastrophe“ gebraucht. Diese beinhalten in weitem Umfang das Verhalten im Zivil- und Katastrophenschutz in urbanem Gebiet. Im zivilen Bereich erlangte Überleben unter urbanen Bedingungen unter der Bedrohungslage eines ABC-Waffenangriffs im Kalten Krieg Bedeutung. Bei einem solchen Szenario wird als Lösung die Fähigkeit der Eigenversorgung gesehen, im Zivilschutz durch Vorratshaltung. „Bevölkerungsschutz“ ist eine zusammenfassende Bezeichnung für Einrichtungen und Maßnahmen im Katastrophen- und Zivilschutz (KatS), der alle Maßnahmen enthält, um Leben, Gesundheit oder Schutz der Bevölkerung in oder vor Entstehung einer Katastrophe zu schützen.
Personen, die sich besonders auf eine solche Lage vorbereiten, werden im amerikanischen Sprachraum als „Prepper“ („die sich vorbereiten“) bezeichnet.
Im deutschen Sprachraum wird von „Survival“ meist in Zusammensetzungen mit „Survival-Training“ und den Kenntnissen für ein Verhalten und für die Versorgung mit Behelfs-Lebensmitteln im ländlichen Raum und der Wildnis gesprochen und als Ersatzhandlung für entsprechende Kenntnisse und Fertigkeiten bei Wildnisaufenthalten gesehen.
Lange prägte seit den 1980er Jahren in Deutschland die Fernsehdokumentationen über Rüdiger Nehberg die Ansichten zum Thema „Abenteuerreisen und Survival“.

### Im militärischen Bereich
Jeder Soldat jeder Truppengattung und Teilstreitkraft kann in die Lage kommen, überleben und sich zur eigenen Truppe durchschlagen zu müssen. Soldaten der Kampftruppe, aber auch der Logistik- und Führungstruppen, können in der Verzögerung und nach erfolgloser Verteidigung und Durchbruch feindlicher Kräfte in den eigenen rückwärtigen Raum, aber auch im Angriff von der Truppe abkommen und müssen dann wieder Anschluss gewinnen.
Der Lehrgang Überleben und Durchschlagen einer kleinen militärischen Teileinheit dient dazu, militärischen Führungskräften die Kenntnisse und Fertigkeiten zu vermitteln, die notwendig sind, Soldaten in einer auf sich gestellten Gruppe nach Abkommen von der eigenen Truppe zu führen, um wieder Anschluss an die eigene Truppe zu gewinnen.
Schwerpunkt bei diesem Lehrgang ist unter erheblicher Belastung weniger das Überleben, sondern das Durchhalten und die Rückkehr zur eigenen Truppe. Im Combat Survival Course auch mit den Ausbildungsinhalten Gefangenschaft, Verhör, Flucht.
Allgemeiner Auftrag ist es, Feindkräfte durch Nutzung des Geländes zu meiden und zu umgehen, das eigene Überleben durch Versorgung aus dem Land mit Wasser, Verpflegung aus der Natur oder der Landwirtschaft, Schutz vor Kälte durch ein Behelfsbiwak, vor Feuer oder vor Hitze sicherzustellen. Bei Annäherung an den Raum forward line of enemy troops führt der Soldat seine Bewegungen im Sickern durch. Wesentlich ist das Tarnen und Täuschen durch dauerndes Ausnutzen des Geländes vor Feindbeobachtung. Der Soldat meidet einsehbares Gelände und Geländeteile wie Straßen und Wege, in oder auf denen sich Feindkräfte bewegen.
Wesentliche Inhalte von militärischen Überlebenslehrgängen sind physisches und psychisches Durchhaltevermögen der Lehrgangsteilnehmer, Gebrauch von Ausrüstung und Notausrüstung, waffenloser Nahkampf und mit Behelfswaffen, Orientieren mit Behelfsmitteln und Kompass, Behelfsernährung aus der Natur und Fischfang, Behelfsunterkünfte nach den Jahreszeiten und Feuermachen mit Behelfsmitteln. Das militärische Überleben und Durchschlagen ist, da Gefechtshandlungen selten in der Wildnis stattfinden, weniger auf ein Überleben in der Wildnis ausgerichtet, sondern nahe oder in urbanen Regionen.
Die Anfänge des Survival als Lehre liegen in der Zeit des Zweiten Weltkriegs. Ab etwa dieser Zeit wurden durch die westlichen Streitkräfte Lehrgänge durchgeführt, die Soldaten das Leben und Überleben in Feindgebiet ermöglichen sollten. Spezialisierte Kriegführung für Operationen hinter den feindlichen Linien erforderte Wissen über Behelfsmaßnahmen für die Versorgung der Spezialeinheiten aus der Natur – wie u. a. die Wassergewinnung in der Wüste. Die 1941 gegründete britische Long Range Desert Group, ein Vorläufer des Special Air Service, eignete sich während ihrer Operationen Kenntnisse über das Leben in der Wüste an. Dazu wurden auch u. a. Botaniker und Meteorologen als Lehrer herangezogen.
In der US-Armee, insbesondere für das United States Army Special Forces Command (Airborne), wurden Lehrgänge erst mit dem Vietnamkrieg in Zusammenarbeit mit der National Outdoor Leadership School in Lander (Wyoming) eingerichtet. Der Rangerlehrgang orientierte sich mehr am deutschen Einzelkämpferlehrgang mit dem Jagdkampf als besonderer Gefechtshandlung, heute eine Gefechtsart.
Die United States Air Force führte für Soldaten – nach den Erfahrungen des Zweiten Weltkriegs und des Koreakrieges seit den 1960er Jahren – SERE-Lehrgänge durch, in denen das Verhalten in Kriegsgefangenschaft, als vermisste Person nach einem Abschuss ihres Flugzeugs oder nach einem Abkommen von der Truppe gelehrt werden.
In Deutschland begann die Bundeswehr kurz nach ihrer Aufstellung mit ersten Lehrgängen, ab den 1980er Jahren im Einzelkämpferlehrgang. Dieser beinhaltete sowohl den Schwerpunkt Überleben unter europäischen Bedingungen in der feucht-kalten Klimazone und Durchschlagen als Verhalten, um wieder die eigene Truppe zu erreichen, als auch Jagdkampf. Der Lehrgang basierte auf den Erfahrungen von Soldaten, die sich als Rückkämpfer hinter den feindlichen Linien sowohl in Finnland als auch in Russland befanden und die eigene Truppe wieder erreichen konnten. Beide Ausbildungsbereiche wurden mit der Reorganisation des Lehrgangs in zwei abfolgende Lehrgänge getrennt. Ergänzende Lehrgänge sind der Lehrgang Überleben in schwierigem Gelände (Gebirge) an der Gebirgs- und Winterkampfschule sowie der Combat Medical Course für Spezialkräfte und der Überlebenslehrgang Spezialkräfte als SERE-Lehrgang am Ausbildungszentrum Spezielle Operationen. Der Ausbildungslehrgang der Streitkräfte der Vereinigten Staaten ist das SERE-Training.
In der militärischen Fliegerei wurden Piloten früh im Verhalten für ein Überleben in Wildnisgebieten ausgebildet. Piloten der Royal Air Force, die in Mesopotamien und Indien flogen, erhielten als Bestandteil der Notausrüstung ein Goolie Chit, das ihnen helfen sollte zu überleben.
Für fliegendes Personal der Bundeswehr ist die Teilnahme an der Überlebensausbildung für Luftfahrzeugbesatzungen obligatorisch, heute IV. Insp. Ausbildungszentrum Spezielle Operationen, vormals VI. Inspektion Luftlande- und Lufttransportschule. Zur Ausbildung gehört im Weiteren der Lehrgang Überleben auf See an der Marineoperationsschule (MOS) in Bremerhaven. Analog ist für die zivile Berufsschifffahrt eine Sicherheitsgrundausbildung und Unterweisung für Seeleute vorgeschrieben.

## Unterteilung nach Klimazonen, Situationen und Gruppierungen

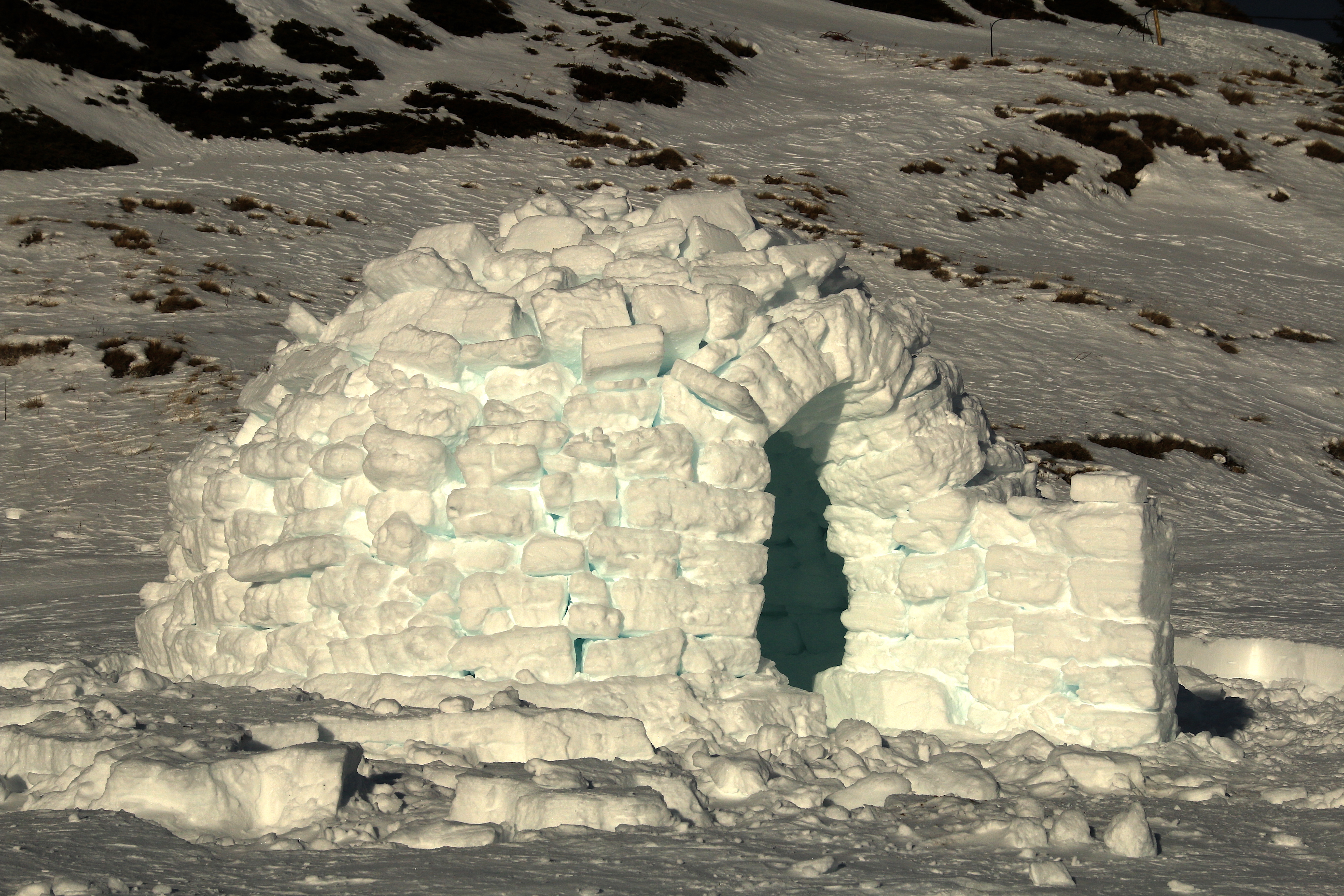
Survivalübung im Schnee auf dem Simplonpass

### Gefahrenpunkte nach Regionen und Klimazonen
- Allgemein in allen Klimazonen
  - Wassermangel mit Dehydratation
  - Nahrungsmangel
  - Orientierungsverlust
  - Gefahren durch Wild – insbesondere Großwild, in Afrika die Big Five sowie allgemein durch Raubtiere und Schlangen nach einem Schlangenbiss
  - Erste Hilfe
- In trocken-kalten Klimazonen – ebenso auf hoher See
  - Hypothermie
  - Erfrierung
- Im Gebirge
  - Lawinen mit Lawinengefahr
  - Steinschlag und Gefahr durch Murgang, Bergsturz oder Erdrutsch
- In trocken-heißen Klimazonen
  - Hitzeschäden

### Art der angenommenen Notlage
- Luftnotlage
- Seenotlage als Überleben See
- Orientierungsverlust in der Wildnis
- Naturkatastrophe (Erdbeben, Orkan, Tornado – auch Wirbelsturm, Überschwemmung durch Hochwasser oder Sturmflut sowie Tsunami, Waldbrand, Lawine, Wintersturm oder Impakt, Ausbruch eines Supervulkan)s
  - Zivil- und Katastrophenschutz in urbanen Gebieten, auch Urban-Survival (Notmaßnahmen und Techniken in bewohnten Gebieten) bei technischen Katastrophen wie Großschadenslage, Brand, Chemieunfall, Reaktorunfall, Flugzeugabsturz oder Eisenbahnunglück
  - Apokalypse- oder Endzeit-Survival als Überleben in urbanem Raum
    - wirtschaftliche Krise: Mangel oder Versorgungsausfall von Strom, Treibstoff, Nahrung oder Trinkwasser und den Folgen
    - zivile Krise mit Zusammenbruch der öffentlichen Ordnung, Unruhe, Aufstände, Seuche, Bürgerkrieg oder Krieg
    - Überleben religiöser Gruppierungen (Mormonen) oder von zivilen Milizen in den USA als politisch-weltanschauliche Privatgruppen
- Überleben und Durchschlagen von Soldaten sowie militärischem und nachrichtendienstlichem Personal - wie dem Special Operations Executive

### Survival im zivilen Bereich
Gerade beim Überleben von Zivilpersonen erreicht die Bezeichnung einen weiten Umfang. Sie kann die Planung einer Wandertour und die Mitnahme einiger Notfall-Schokoriegel bis hin zu militarisierten Gruppierungen mit umfangreichen Lebensmittelvorräten und Geländefahrzeugen sowie Schutz- und Bunkeranlagen wie insbesondere in den USA umfassen, bei denen dann auch Waffenbesitz eine Rolle spielt. Insgesamt handelt es sich dabei auch um einen expandierenden wirtschaftlichen Markt, der auf der einen Seite mit dem Unterhaltungswert des Themas Überleben „spielt“ und auf der anderen mit den Urängsten von Menschen einer urbanen Lebenswelt.

#### Maximalsurvival – Minimalsurvival
Überlebenssituationen sind meist auf wenige Stunden bis Tage begrenzt. Unter Maximalsurvival ist ein Überleben ohne Hilfsmittel, Ausrüstung und vor allem ohne entsprechend ausreichende Bekleidung zu verstehen. Ursachen dafür können ein Unglück oder eine Katastrophe wie ein liegengebliebenes Kraftfahrzeug in entlegenem Gebiet, Flugzeugabsturz oder ungeplanter Wildnisaufenthalt nach Orientierungsverlust sein. Diese gehören jedoch zu den absoluten Ausnahmefällen und lassen sich vielfach durch Planung und Vorbereitung vermeiden. Unter Minimalsurvival ist ein Überleben mit vorhandenen Hilfsmitteln zu verstehen. Diese entsprechen der Ausrüstung für ein Wildnistrekking bei nur bedingter oder keiner Verpflegung. Grund für ein Minimalsurvival kann ein ungeplanter längerer Wildnisaufenthalt durch Wetter, Geländehindernisse oder Verirren sein.
Die in Survivalfilmen häufig gezeigten Überlebenssituationen, in denen zwar Ausrüstung mitgenommen wird, aber nie eine für den Wildnisaufenthalt vollständige, wie sie für ein Wildnistrekking normal wäre, ist unrealistisch, aber aus medialen Gründen gewollt. Aus Unterhaltungsgründen werden häufig Extremsituationen gezeigt, die filmisch unterhaltende Sequenzen liefern, aber nichts mit einem unspektakulären Verirren in Alltagskleidung gemein haben. Der Grund, warum sich der oder die Protagonisten in diesen Filmen in einer Notlage befinden und wo genau die jeweiligen Handlungsorte liegen, wird meist nicht gezeigt – sonst würde sich dann auch schnell die Frage stellen, warum der Gezeigte nicht einfach ins nächste Dorf geht. In der Medienbranche wird dies als scripted reality bezeichnet.

## Überlebenstechniken und Wildnisfähigkeiten
Überlebenstechniken, im englischen Bushcraft, sind allgemeine Wildnisfähigkeiten – siehe dazu auch Trekking – mit
- weltweit universeller Anwendbarkeit (bei gleichen Grundvoraussetzungen) und
- relative Einfachheit.

Dazu gehören u. a das Beherrschen (als Kenntnisse und Fertigkeiten) der eigenen Ausrüstung und technischen Mittel mit Biwakbau, Feuer machen und Kochen auf dem portablen Kocher oder einem Holzfeuer und Verhalten in entsprechendem Gelände.

### Experimentelle Archäologie
Experimentelle Archäologie oder Ötzi-Survival widmet sich der Erforschung technologischer Fragestellungen, untersucht praxisbezogene Aspekte antiker Lebensweisen und versucht, diese Erkenntnisse durch Erfahrungswerte zu vertiefen. Die dabei gewonnenen Erkenntnisse und Fertigkeiten entsprechen den Anforderungen der Überlebensfähigkeiten. Forschungsstätten sind u. a. das Archäologisch-Ökologische Zentrum Albersdorf, das Wikinger Museum Haithabu oder das Neanderthal Museum in Wuppertal. Diese erforschen sowohl die Ernährung mit Jagd, Sammeln und Feuermachen, die Bekleidung, Werkzeuge und Blankwaffen sowie Kochen mit einem Paläo-Kochstein in der jeweiligen Zeit.

#### Wildnisfähigkeiten indigener Völker
Bei der Lehre für das Überleben in der Wildnis werden auch die Fähigkeiten und das Wissen der jeweils in diesem Gebiet lebenden traditionellen Völker wie der Inuit in Grönland und Kanada (schon seit den Zeiten von Roald Amundsen für seine Expedition zum Südpol), der Saami in Lappland, der San in der Kalahari oder der Aborigines im australischen Outback erforscht und genutzt.

### Wasserbeschaffung und Wasseraufbereitung
Der tägliche Wasserbedarf des Menschen in gemäßigten Klimazonen bei durchschnittlicher Belastung liegt mittel- bis langfristig bei mindestens 1–2 Litern. Bei körperlicher Anstrengung und entsprechenden Temperaturen kann der Bedarf auf über 6 Liter pro Tag ansteigen. Wird dem Körper dieser nicht zugeführt‚ kommt es zum Hitzschlag und in Folge zu Verdursten. Bei einer mittleren Tageslufttemperatur von 43 °C, wie sie in Wüsten herrscht, kommt es ohne Wasserzufuhr bereits nach ca. 24 Stunden zum Verdursten, bereits vorher zur Hitzeohnmacht. Der tägliche Wasserbedarf kann bis zu 10 l Trinkwasser betragen. Im Regenwald der feucht-heißen Klimazone besteht ein gleich großer Trinkwasserbedarf, da der Körper versucht, sich durch Schwitzen bei hoher Umgebungstemperatur unabhängig von der relativen Luftfeuchtigkeit zu kühlen. Nur unter sehr gemäßigten Temperaturen überlebten verschüttete Menschen bis zu 78 Stunden ohne Wasser.
Übergangsweise und sehr begrenzt können zur Wassergewinnung wasserhaltige Früchte und wasserspeichernde Lianen dienen. Wie bei den Nahrungsmitteln wird eine Vorratshaltung empfohlen. Von verschiedenen Organisationen wird ein Vorrat von 1,5 bis 2,5 Litern Wasser pro Tag und Person als notwendig gesehen. Möglichkeiten, um Trinkwasser in urbanen Gebieten zu gewinnen, bestehen in der Nutzung von verdeckten Reserven wie dem verbliebenen Wasser in Rohrleitungen oder dem des Spülkastens der Toilette. Wasser kann in Kunststoff-Wasserkanistern bei Beginn einer Notlage zeitlich begrenzt bevorratet werden.
Die Wassergewinnung erfolgt in der Natur aus
- fließenden und stehenden Gewässern
- Eis und Schnee
- Grundwasser aus tiefen Geländeteilen wie einer Talsohle, auch in trockenen Bachläufen – üppige Vegetation weist auf erreichbares Grundwasser hin
- Regen – Auffangen mit einer Folie
- solarer Meerwasserentsalzung aus der Verdunstung von Meerwasser[8]

Wesentlich ist Trinkwasserhygiene, um Infektionen zu vermeiden. Ein Trinkwasserbehälter wie die Feldflasche ist nur mit aufbereitetem Trinkwasser zu füllen, nie mit unreinem Wasser. Wasseraufbereitung zu Trinkwasser ist mit einem portablen Wasserfilter, durch Chlor-Wasseraufbereitungstabletten oder Abkochen nach vorherigem Grobfiltern mit einem Taschentuch in einen unreinen Wasserbehälter wie eine stabile Plastiktüte möglich. Ein Behelfsfilter aus Schichten von Kies, Sand und Holzkohle eignet sich nicht, da pathogene Keime von einem solchen Ersatzfilter nicht zurückgehalten werden. In landwirtschaftlichen Gebieten besteht die Gefahr von chemischen Verunreinigungen durch Pestizide und Düngemittel. Diese können wie Quecksilber, das bei der Goldgewinnung im Amalgamverfahren eingesetzt wird und sich im Oberflächenwasser von Abbaugebieten auch Jahrzehnte später noch findet, nur durch Kohlefilterelemente bei der Wasseraufbereitung gebunden werden.

### Nahrungsbeschaffung
Der Mensch benötigt in völliger Ruhe (beim Schlafen) einen Grundumsatz von etwa 1500 bis 1700 kcal pro Tag, um zu überleben. In Krisensituationen muss von einer deutlich erhöhten Leistung des Körpers ausgegangen werden. Der Leistungsumsatz erreicht schnell weit mehr als 3000 kcal pro Tag pro Person. Um den Verlust auszugleichen, muss dem Körper täglich diese Energie per Nahrung zugeführt werden, andernfalls kommt es bei normalgewichtigen Menschen nach etwa 50 bis 80 Tagen bei immer schnellerem Kräfteverfall zum Hungertod. Es ist davon auszugehen, dass ein Mensch sich bereits nach 10 Tagen durch den Kräfteverfall nicht mehr bewegen kann, auch und insbesondere durch den eintretenden Zuckerschock als Unterzuckerung. Für die Ernährung in Notsituationen in Wildnisgebieten siehe auch Trekking, ebendort Bestandteil der Expeditionsverpflegung.
Die Vorratshaltung als einfachste Überlebenstechnik zielt darauf ab, diese Energiezufuhr auch dann aufrechtzuerhalten, wenn es durch ein Schadensereignis oder Naturkatastrophe keine Nahrungsmittel mehr zu kaufen gibt oder verteilt werden können. Das Bundesamt für Bevölkerungsschutz und Katastrophenhilfe rät, einen Vorrat für 14 Tage anzulegen, wobei es einen täglichen Minimalleistungsumsatz von nur 2000 kcal annimmt. Dieser kann aus Trockenware (auch als Regalware bezeichnet) wie Nudeln, Reis und Kartoffelpüree sowie Trockenmilch bestehen, zudem aus Nahrungsmittelkonserven, insbesondere Fleisch wie Corned Beef und Trockenfleisch.
In Wildnisgebieten können ad hoc nur bedingt Nahrungsmittel durch Sammeln von Nutzpflanzen und von niederen Tieren wie Insekten oder Schnecken sowie durch Fischfang mittels Behelfsangel, Reuse, Netz oder einer Fischfalle sowie Speiseinsekten für die Entomophagie beim Menschen beschafft werden.
Jagd von Wild mit Schusswaffe oder Schlingen ist nur sehr bedingt zur Nahrungsgewinnung geeignet. Diese Maßnahmen sind sehr unsicher, abhängig von der Klimazone und der Jahreszeit sowie mit Gefahren durch Parasiten und sonstigen von Tieren auf Menschen übertragbaren Krankheitserregern verbunden. So übertragen Gürteltiere Lepra und die Chagas-Krankheit. Primär ist daher im Notfall das Erhitzen der Nahrung auf über 74 °C (Kerntemperatur) zum Abtöten von Parasiten und Pathogenen notwendig. „Sicherste Zubereitungsmethode aufgrund der gleichmäßig hohen Temperatur ist Kochen“, außerdem geht dabei kein Fett verloren. Die Kochstelle muss genügend Luft zum Brennen bekommen und vor Regen und Wind geschützt sein.
„Bei langfristigem Überleben“ soll nach den Vorstellungen der Prepper, die sich auf solche Schadenslagen vorbereiten, die Eigenversorgung durch Ackerbau und Viehzucht erfolgen, die aber einiger Erfahrung bedürfen und kurzfristig nicht dienlich sind. „Primär steht daher die Vorsorge mit Notverpflegung“ insbesondere bei kurzfristigen Notlagen wie nach Orientierungsverlust in der Natur nahe der Zivilisation und in der Wildnis im Vordergrund. Als Fähigkeiten werden von Survivalisten bei der Zubereitung der Nahrung das Schlachten und Ausnehmen von Wild und Fisch sowie die Verwendung eines provisorischen Kochgefäßes gesehen.

#### Nahrungsbeschaffung durch Jagd
Nahrungsmittelversorgung durch Jagd auf Wild ist für die Verpflegung bei einem Wildnisaufenthalt nicht einzuplanen, da der Erfolg ungewiss und der Zeitaufwand groß ist. Gebiete, in denen sich viel Wild findet, sind meist von Menschen bewohnt. So weist das Industrieland Deutschland durch industriellen Ackerbau als Nahrungsressource auch für Wild eine der höchsten Wilddichten weltweit auf. Dort ist eine Eigenversorgung für ein Überleben und damit Jagd, für deren Ausübung mit Schusswaffe oder Fallen eine Jagderlaubnis benötigt wird, nicht notwendig. Wilderei ist strafbar – in Deutschland nach § 292 StGB mit Haftstrafe bis zu fünf Jahren insbesondere, wenn die Tat „unter Anwendung von Schlingen oder in anderer nicht weidmännischer Weise“ begangen wird. In einer Notsituation, die in Europa nicht eintreten kann, ist nur der Jagderfolg maßgebend. Fallwild ist nicht zum Verzehr geeignet und daher, egal ob Wild oder Nutztier, nicht zu verwerten. Das Risiko, durch das verdorbene Fleisch zu erkranken, wiegt in keinem Fall einen möglichen Nutzen auf.
Fallen erfordern Erfahrung und Zeit. Die Anzahl zusammen mit dem Fangplatz verspricht Erfolg. Daher kommen nur Schlingen in Betracht, die sich improvisieren lassen und auf Wildwechseln an Zwangspässen gestellt werden. Wildwechsel sind meist klein und niedrig und nicht immer auf den ersten Blick zu erkennen. Als Material für den Bau dienen Eisendraht, Kabel oder Nylongarn für Niederwild wie Hasen, Murmeltiere und Hühnervögel. Wasservögel lassen sich im Uferbereich mit Nylonschlingen knapp unter der Wasseroberfläche fangen. Eine Würgeschlinge ist gegenüber der Galgenschlinge einfach herzustellen und wird meist für Wildereidelikte benutzt. Kaninchen können in den Bauausgängen auch mit Netzen gefangen werden. Fallen sind täglich zu kontrollieren und sollten aus größerer Entfernung einsehbar sein. Durch den Adrenalinausstoß beim Fang mit Schlingen ist das Fleisch wenig schmackhaft, jedoch für den Verzehr geeignet.
Eine Zwille als eine Metall- oder Holzgabel mit einem Gummiband eignet sich für Kleintiere und Vögel. Die Gummidicke bestimmt die Durchschlagskraft. Eine Armhaltevorrichtung erlaubt stärkere Gummis, ist jedoch in Deutschland nach dem Waffenrecht ein verbotener Gegenstand.
Eine Schleuder, auch Funda oder Sling, mit zwei unterarmlangen Schleuderbändern, von denen das Halteband ein Auge für den Mittelfinger hat, das andere einen Wurflappen für das Stein- oder Schleuderbleigeschoss, wurde schon von balearischen Schleuderern, wo noch der Einsatz als Sport üblich ist, und römischen Legionären benutzt und lässt sich auch behelfsmäßig herstellen. Der Wurf erfolgt in einer seitlichen Kreisbewegung, nicht über den Kopf. Die Wucht ist erheblich – Treffen muss jedoch geübt werden. Juristisch sind beide Waffen. Die Reichweite einer Zwille liegt zwischen 10 m und 30 m, die einer Schleuder bei 100 m bis 200 m mit rund 250 g schweren Schleudersteinen.
Ein Jagdbogen für die Bogenjagd mit einer Zugkraft von über 80 Pfund mit 100 m Reichweite lässt sich behelfsmäßig nicht herstellen. Indigene Naturvölker wie die San oder Pygmäen in Afrika sowie Indianer in Südamerika benutzen Pfeilgifte aus der Rinde des Curarebaums, Blättern südamerikanischer Lianen, in Europa aus Aconitin (auch Eisenhut) oder dem Hautsekret südamerikanischer Pfeilgiftfrösche wie dem Phyllobates terribillis (auch Schrecklicher Blattsteiger), bicolor oder aurotaenia. Dendrobatiden sondern das basische Alkaloid Batrachotoxin ab. Das Krampfgift wirkt auf das Nervensystem durch Muskel- und Atemlähmung. Eine Giftmenge von 0,002 mg/kg führt beim Menschen innerhalb von zwanzig Minuten zum Tod – die Frösche dürfen nie ungeschützt angefasst werden. Das Eindringen in den Blutkreislauf erfolgt auch durch kleine Verletzungen oder Hautporen. Die Giftakkumulation beim Frosch erfolgt über die im Regenwald vorhandenen Beutetiere wie Milben.
Zu den Behelfswaffen für die Jagd auf kurzen Entfernungen bei Niederwild gehören Schlagwaffen wie die Keule, eine Stangenwaffe wie die Saufeder und für Fische ein Fischspeer.

### Feuer
Als Wärmequelle, zur Nahrungszubereitung und um Wasser abzukochen, wenn keine anderen Möglichkeiten zur Verfügung stehen, dient ein Feuer. Für einen Wildnisaufenthalt, aber auch schon beim Wandern, gehören daher zwei Feuerzeuge in die Hosentasche. Als Brennmittel für ein Feuer dient Holz, seltener auch trockener Tierdung von Pflanzenfressern. Eine Methode zur Herstellung von Brennholz ist zum Beispiel das Batoning, also das Spalten von Holz mit einem Messer. Eine besondere Form des Holzfeuers ist insbesondere in der trocken-kalten und trocken-warmen Klimazone das Schwedenfeuer, das mit einem Rohrgestänge auch zum Heizen eines Zeltes oder einer Zeltbahnjurte dienen kann.
Alle Behelfsmethoden sind von Übung abhängig. Behelfsmittel und -techniken dienen zum Entzünden von Feuer, wenn keine geplanten Mittel zum Feuermachen vorhanden und auch für Ungeübte erfolgreich anwendbar sind:
- Auermetall mit Feuerstarter oder auch Feuerstahl (einfachste und sicherste Methode)
- Selbstentzündung medizinischer Watte, auch Tampon, durch Hin- und Herrollen

Bedingt anwendbar sind:
- Brennglas zum Entzünden von Zunder bei Sonnenschein
- Feuerstein, Schlageisen und Zunder
- Feuerbohren mit einem Weichholzstock und einem Hartholzbrett
- Calciumcarbid mit Wasser, zum Entzünden werden Funken benötigt

Nur im militärischen Bereich gilt der Schutz vor Aufklärung durch eine verdeckte Feuerstelle in einer Feuergrube als notwendig. Ein Kochfeuer wird daher meist am Tag unter Bäumen angelegt, damit sich der Rauch verteilt. Da ein Versteck häufig durch den Geruch einer Feuerstelle aufgeklärt wird, ist daher nach dem Kochen ein Ortswechsel durchzuführen.

### Schutz
- Bau einer Behelfsunterkunft als Behausung
- Versorgung einer Verletzung – Vorsorge vor Erkrankung

Wind-Nässe-Schutzbekleidung kann behelfsweise durch einen großen Müllsack mit drei Öffnungen für Arme und Kopf ersetzt werden und hält sowohl Wind als auch Regen ab. Als behelfsmäßige Kopfbedeckung gegen Auskühlen durch Wind und Regen dient eine aufgerollte Plastiktüte. Ein großer Müllsack kann mit Blättern gefüllt als Behelfs-Isomatte zum Schutz vor Bodenkälte dienen oder als behelfsmäßiger Biwaksack.

#### Erste Hilfe
Erste-Hilfe-Kenntnisse und medizinisches Grundwissen gelten im Survival als unumgänglich, sind aber auch Bestandteil des täglichen Lebens. Dazu gehört im Wesentlichen grundlegende Hygiene – siehe weitere Erste-Hilfe-Maßnahmen unter Expeditionsfähigkeiten.

#### Gefährliche Tiere und Schlangen
Schlangen, insbesondere Giftschlangen, kommen fast weltweit vor – siehe Vipern mit Grubenottern (Crotalinae) mit 308 Arten sowie Giftnattern (Elapidae) mit etwa 250 Arten. Die Aufzählung der amerikanischen militärischen Field Manuals ist daher unvollständig.
Vorkommnisse mit Bären, die zu den gefährlichen Raubtieren gehören, sind insbesondere mit Europäischen Braunbären selten. Gebiete auf dem nordamerikanischen Kontinent mit Grizzlybären oder Kodiakbären sowie Amerikanischen Schwarzbären sollten nicht ohne Reizstoffsprühgerät betreten werden; solche, in denen Eisbären vorkommen, nicht ohne Sicherungswaffe. Selten kommt es in Amerika zu Begegnungen und gefährlichen Vorkommnissen mit Pumas, obwohl deren Habitat der ganze Kontinent ist.
Als gefährliche Wildtiere gelten Krokodile, wie das Nilkrokodil in Afrika, das Leistenkrokodil in Südost-Asien und Alligatoren in den USA und Mittelamerika; außerdem in Afrika Flusspferde, andere Großtiere wie Elefanten oder Kaffernbüffel sowie alle größeren vorkommenden Katzen, besonders die Großkatzen Löwe und Leopard.
Für Menschen gefährliche Fische sind u. a. Raubsalmler wie in Afrika der Tigersalmler, bedingt in Südamerika auch Piranhas. Als gesichert gilt, dass Bullenhaie bis mehrere hundert Kilometer oberhalb von Küsten in Binnengewässern vorkommen können. Erfahrungen dazu veröffentlichte Jeremy Wade in der Reiseserie Flussmonster.
Bezogen auf die Anzahl von Reisenden und Einheimischen in Gebieten mit gefährlichen Tieren sind Vorkommnisse jedoch selten und daher ein Grund für die Presse, darüber zu berichten, während über die Vielzahl an durch den Straßenverkehr zu Tode gekommenen Personen im jeweiligen Gebiet nur regional berichtet wird.

### Geländeorientierung
Ermittlung der Himmelsrichtung in einer Notsituation durch astronomische Navigation
- nach dem Stand von Sonne oder Mond – insbesondere nach Sonnenaufgang und Sonnenuntergang sowie Auf- und Untergang sowie Stand des Mondes abhängig vom Breitengrad,
  - nur auf dem Längengrad – der die Zeit der Zeitzone bestimmt – kann nach Ziffernblatt einer analogen Uhr Süd unmittelbar bestimmt werden, mittig zwischen der 12-Uhr-Markierung und dem Stundenzeiger, wenn Letzterer auf der Nordhalbkugel auf die Sonne weist; zu berücksichtigen ist dabei die Sommerzeit – und der eigene Standort im Verhältnis zum Längengrad, bei dem die Sonne um 12 Uhr der lokalen Zeitzone tatsächlich im Süden steht
  - nach dem jeweiligen Mondstand,[10]
- Himmelskörpern (Sternen) und deren Bewegungsrichtung.

Anhand von einseitig stärker auftretendem Moos-Bewuchs an Bäumen kann nicht eindeutig auf die Himmelsrichtung geschlossen werden, da dieser oft weniger von der Sonneneinstrahlung als von der lokalen Hauptwindrichtung abhängig ist.

## Ausbildung
Im zivilen Bereich wird Überlebenstraining in Gruppen angeboten. Oft sind die Teilnehmer eine bestimmte Zeit auf sich allein gestellt, leben in der Natur oder sollen einen bestimmten Ort erreichen. Der Umgang mit Hilfsmitteln wie u. a. Messer und Beil, Erste Hilfe, Feuermachen und Techniken zur Kontaktaufnahme mit Rettungskräften werden geübt. Meist dauert das Training mehrere Stunden bis wenige Tage. Selten hungern die Teilnehmer auch tageweise, um den Umgang mit psychischen und physischen Verhaltensänderungen des Einzelnen sowie der Gruppe in Notlagen zu üben.
Militärische Ausbildungslehrgänge fokussieren eher auf ein schnelles und unerkanntes Ausweichen und setzen die Teilnehmer einer hohen körperlichen Belastung aus, um den Stress einer Gefechtshandlung zu simulieren.

## Ausrüstung
Überlebensausrüstungen (engl. Survival kits) sind Zusammenstellungen nützlicher Ausrüstungsgegenstände: Werkzeuge und Materialien, teilweise wie für die Überlebensausrüstung See auf eine bestimmte Klimazone zugeschnitten. Diese lassen sich nach Ausrüstung rund um Trinkwasser, Notverpflegung, Feuer und Kochen, Ergänzungsbekleidung, Erste-Hilfe, Notsignalmittel, Orientierung, Unterkunft als Wind- und Wetterschutz, Jagd und Angeln, Werkzeuge und Kleinteilausrüstung sowie Kleinrucksack zum Verpacken gliedern.
Eine ständig mitzuführende Minimalausrüstung, englisch Everyday Carry (ständige Grundausrüstung), soll in Notfällen helfen.
Die auf Englisch als „Ten essentials“ bezeichneten zehn wichtigsten Gegenstände sollten zur Ausrüstung von Bergwanderern und anderen Personen gehören, die in der Wildnis unterwegs sind.

### Fluchtrucksack
Im Englischen sogenannte „Run bags“, „Escapebags“ oder „Bug-out bags“ – mit 2 Liter Wasser in PET-Flasche, Notnahrung, Erste-Hilfe-Ausrüstung und Medikamenten sowie Ersatzbrille, Biwaksack und Zeltbahn, Pfefferspray gegen wilde Tiere, Wind-Nässeschutzbekleidung und Kopfbedeckung gegen Wind und Kälte oder als Sonnenschutz, Schnur, Messer und Kombizange, Wasseraufbereitungstabletten oder Taschenwasserfilter, Spiegelkompass und Feuerzeug – sind zum Einsatz nach einem Katastrophenfall gedacht, der Aufbau und Inhalt kann je nach Klimazone stark variieren.
In urbanen Gebieten zusätzlich: Reisepass, Impfpass, Bargeld, Kreditkarte, Taschenlampe, Mobilfunkgerät.

### Bekannte Survivalexperten
Bekannte Survivalexperten sind oder waren zum Beispiel: Rüdiger Nehberg, Bear Grylls, Cody Lundin, Dave Canterbury oder Johannes Vogel.

## Filme und Fernsehserien
Insbesondere Hollywood produziert Kinofilme zum Überleben in der Wildnis. Die dabei gezeigten Fertigkeiten und Szenen entsprechen nicht immer allgemein anerkannten Verhaltensweisen und Fähigkeiten und dienen oft eher der Unterhaltung der Zuschauer. Kernthemen von Survivalfilmen sind Wasser – Feuer – Nahrungsmittel aus der Natur – Unterschlupf – Verbindungsaufnahme und Rettung – Orientieren mit Behelfsmitteln und Notsignale sowie das Erstellen von Behelfsmitteln wie Werkzeug, Feuermittel, Notsignalmittel.

### Klimazonen der Drehgebiete der Serien-Überlebensfilme
- Trocken-kalte Tundra und Hochgebirge in Island, Norwegen, Grönland sowie Andenregionen in Südamerika und die Rocky Mountains in Nordamerika
- Trocken-heiße Wüste in Utah Canyonlands-Nationalpark und New Mexico in den USA sowie in Nordafrika und das Outback in Australien
- Trocken-warme Savanne in Ostafrika und Südafrika
- Feucht-kalter Wald in den Waldregionen in den USA, Rumänien mit den (Karpaten), Taigawald um den Baikalsee
- Feucht-heißer Regenwald und Sumpf in den Everglades, Florida, USA, Regionen in Mittel- und Südamerika sowie Zentralafrika und Südseeinseln

### Beispiele
- The Day After, USA 1983
- Tag Null, GB 1984
- Überleben!, USA 1993
- Camp der Abenteuer, USA 1996
- Auf Messers Schneide, USA 1997
- Cast Away, USA 2000
- Wolfzeit, F, D, A 2003
- Into the Wild, USA 2007
- I Am Legend, USA 2007
- The Road, USA 2009
- The Book of Eli, USA 2010
- 127 Hours, USA 2010
- A Lonely Place to Die – Todesfalle Highlands, GB 2011
- Hell, CH, D 2011
- Solo, ES 2018
- Manhunt – Jagd auf Joel Lambert
- Abenteuer Survival seit 2006 mit Bear Grylls
- Survival Man mit Les Stroud
- Meine Frau, die Wildnis und ich mit Mykel Hawke und Ruth England
- Das Survival Duo mit Cody Lundin und vormals Dave Canterbury, neu ab der 3. Staffel, Joseph Teti und Matt Graham
- Naked Survival seit 2013
- Alone, USA seit 2015
- 7 vs. Wild, D 2021

## Computerspiele
Survival-Spiele stellen ein eigenes Computerspielgenre dar, bei dem der Spieler das Überleben der Spielfigur durch die Erfüllung von Grundbedürfnissen sichern muss. Das Survival-Horror-Genre konzentriert sich auf das Überleben der Spielfigur in einer Gruselumgebung.

## Belege
1. 1 2 3 4  Matthias Hake: Überleben in der Wildnis und urbaner Umgebung. Behelfsmaßnahmen Spezialkräfte. In: survival-sh.de. Abgerufen am 18. Mai 2013.
2. ↑  Vgl. DUDEN-Fremdwörterbuch.
3. ↑  NOLS. In: YouTube.com.
4. ↑  Homepage NOLS. (Seite nicht mehr abrufbar. Suche in Webarchiven)
5. ↑  Medientag – „Überleben auf See“ hautnah erleben. In: Presseportal.de. Presse- und Informationszentrum Marine, 21. April 2015, abgerufen am 18. Mai 2023.
6. ↑  Fliegerische Ausbildung Flächenflugzeuge. In: unibw.de. Universität der Bundeswehr München, abgerufen am 18. Mai 2023.
7. ↑  Michael Schenk: Für den Notfall vorgesorgt. 9. Auflage. Bundesamt für Bevölkerungsschutz und Katastrophenhilfe (BBK), 2007, S. 41 ff.
8. ↑  „… die Gewinnung von Bodenfeuchtigkeit mit einer Plastikfolie ist möglich, jedoch nicht aus trockenem Wüstensand,“ und in Gebieten mit hoher Bodenfeuchtigkeit unnütz, da dort auch nach Wasser gegraben werden kann oder dieses an der Oberfläche steht.
9. ↑  Michael Schenk: Für den Notfall vorgesorgt. 9. Auflage. Bundesamt für Bevölkerungsschutz und Katastrophenhilfe (BBK), 2007, S. 42.
10. ↑  nach Mondstand mit Mondphasenrechenscheibe Matthias Hake: Überleben in der Wildnis und urbaner Umgebung. Behelfsmaßnahmen Spezialkräfte.
11. ↑  Matthias Hake: Überleben in der Wildnis und urbaner Umgebung. Behelfsmaßnahmen Spezialkräfte.
12. ↑  Überlebensausstattungen Wüste Polar Hochgebirge. In: yumpu.com. Bundesamt für Wehrtechnik und Beschaffung, abgerufen am 18. Mai 2023.
13. ↑  Survival Kit Items and Uses. In: m4040.com. Abgerufen am 18. Mai 2023.
14. ↑  U.S. Survival Rifle AR-7. In: henryrifles.com. Abgerufen am 18. Mai 2023.
15. ↑  Siehe auch High Standard HDM.
16. ↑  Siehe en:Ten essentials.